# 森淳 (サッカー選手)
森 淳（もり あつし、1964年4月5日 - ）は、神奈川県出身の元サッカー選手、サッカー指導者、サッカークラブスタッフ。

## 経歴
神奈川県立旭高等学校、日本体育大学を経て、日本サッカーリーグ(JSL)のフジタ工業サッカー部（のちのベルマーレ平塚、湘南ベルマーレ）に在籍。
1988年には日本代表の西アジア遠征メンバーに選ばれたが、試合出場はなかった。
29歳で現役を退き、1994年に同年よりJリーグに参入したベルマーレ平塚のクラブスタッフとなる。スカウトとなって一年目に当時Jリーグの12クラブ中11クラブが獲得に乗り出していた中田英寿の獲得に成功する。その後は石原直樹、中町公祐らを獲得。
2005年から2009年までベガルタ仙台にて強化部チーフスカウトを務める。2010年よりヴァンフォーレ甲府にスカウト担当として在籍し、佐々木翔、伊東純也らの獲得に携わる。

## 人物
スカウトとして中田英寿の獲得に携わったほか伊東純也、佐々木翔を発掘したことで名をとどろかせた。「誰もが知る出来上がった選手を獲得するよりも、これから成長するような選手を獲得したい」という姿勢を示している。特に甲府に移ってからは、有名選手狙いではビッグクラブとの競合に勝てない実情があるため、「神奈川県の高校サッカーでいえば、それまで弱いとされていた学校が突然県でベスト8とか16くらいに勝ち上がってきたら何かある」として、名門校以外の学校の選手を中心に「自分なりのU-18やU-20を作ってその選手たちをチェック」するという。ただ、職業柄「スカウトはクラブに入れるまでが仕事で、それが終われば、もう私にとっては“過去の人”」という意識もあり、獲得した選手が活躍しても「どちらかといえば冷めた目で見ちゃっていたかもしれません（笑）」と語っている。

## 所属クラブ
- 神奈川県立旭高等学校
- 日本体育大学
- フジタ工業サッカー部

## 引退後経歴
- ベルマーレ平塚/湘南ベルマーレ
  - 1994年 - 2001年 強化部スカウト課長
  - 2001年 - 2003年 強化部部長
  - 2003年 - 2004年 育成アドバイザー（U18スタッフ）
  - 2004年 - 2005年 育成マネージャー（育成統括）
- 2005年 - 2009年 ベガルタ仙台 強化部チーフスカウト
- 2010年 - ヴァンフォーレ甲府 強化育成部スカウト担当